# Indre Nørrebro
Indre Nørrebro er en bydel på Nørrebro i København med 31.190 indbyggere. Indre Nørrebro og Ydre Nørrebro udgør til sammen bydelen Nørrebro i Københavns Kommune. Indre Nørrebro var administrativ bydel i Københavns Kommune 2002-2007.
Kvarteret afgrænses geografisk af Peblingesø mod Indre By, Åboulevard mod Frederiksberg, Tagensvej og Nørre Allé mod Østerbro og Jagtvej mod Ydre Nørrebro. 
Indre Nørrebro gennenskæres på langs af Nørrebrogade. På den vestlige side af Nørrebrogade ligger kvarteret kaldet Den sorte firkant, Blågårds Plads og Assistens Kirkegård. Den østlige del rummer blandt andet Panum Instituttet, De Gamles By og kvarteret omkring Sankt Hans Torv, som efter at være blevet en populær bydel i 1990'erne somme tider kaldes "latinerkvarteret". Det traditionelle Latinerkvarter i København er dog et område i Indre By.
55°41′25″N 12°33′15″Ø / 55.69028°N 12.55417°Ø